# Habrotrocha solitaria
Habrotrocha solitaria är en hjuldjursart som beskrevs av Donner 1949. Habrotrocha solitaria ingår i släktet Habrotrocha och familjen Habrotrochidae. Inga underarter finns listade i Catalogue of Life.